# Tepetitlán, Hidalgo
Tepetitlan är en ort i Mexiko.   Den ligger i kommunen Tepetitlán och delstaten Hidalgo, i den sydöstra delen av landet, 90 km norr om huvudstaden Mexico City. Tepetitlan ligger 2 025 meter över havet och antalet invånare är 836.
Terrängen runt Tepetitlan är kuperad norrut, men söderut är den platt. Runt Tepetitlan är det ganska tätbefolkat, med 185 invånare per kvadratkilometer. Närmaste större samhälle är Tula de Allende, 15,5 km söder om Tepetitlan. Omgivningarna runt Tepetitlan är en mosaik av jordbruksmark och naturlig växtlighet.